# Klimatostratygrafia
Klimatostratygrafia – dziedzina stratygrafii, stosowana w badaniach czwartorzędu (ostatnich 2,6 mln lat). Polega na obserwacji w osadach szczątków organicznych świadczących o charakterze zbiorowisk roślinnych i zwierzęcych oraz ich zmianach w czasie. Występowanie w kolejnych warstwach osadu szczątków organizmów, które miały określone wymagania termiczne i wilgotnościowe, pozwala na odtworzenie zmian warunków klimatycznych w okresie powstawania osadu.
Klimatostratygrafia używa odpowiednich jednostek:
- I rzędu: glacjały, interglacjały;
- II rzędu: glacistadiały, interglacistadiały;
- III rzędu: glacifazy, interglacifazy;
- IV rzędu: glacietapy, interglacietapy, glacioscylacje